# Die Spinne
Die Spinne (de Spin) was een naoorlogse SS-organisatie die (voor een deel) werd geleid door Otto Skorzeny, Hitlers commandoleider, evenals nazi geheime-dienst ambtenaar Reinhard Gehlen.

## Ontstaan
De Internationale Militaire Rechtbank in Neurenberg brandmerkte de SS, die leden en middelen voor Die Spinne na de Tweede Wereldoorlog leverde, als een "leger van verstotenen" en wees op de wrede en opportunistische aard van de nazipartij en zijn politieke en militaire verrichtingen.
Volgens vele historici was het idee voor die Spinne eigenlijk in 1944 begonnen aangezien Reinhard Gehlen, Hitlers belangrijkste intelligentieambtenaar, een mogelijke val van het Derde Rijk wegens militaire mislukkingen in Rusland voorzag.

## Ontsnappingen
Gedurende de periode tussen 1945 en 1950 verzekerde Otto Skorzeny, de leider van Die Spinne, voor SS-Soldaten een veilige vlucht vanuit verschillende gevangenissen naar Memmingen, Beieren en door Oostenrijk en Zwitserland naar Italië. Deze ontsnappingen werden niet opgemerkt door Amerikaanse troepen ook al bleken hoge Amerikaanse regeringsfunctionarissen hiervan te weten en ondernamen ze niets om dit te voorkomen.

## Hoofdkwartieren
Die Spinne werd bestuurd vanuit twee afzonderlijke hoofdkwartieren. Het eerste hoofdkwartier van Die Spinne was sinds 1948 gevestigd in Gmunden, Oostenrijk. Een ander hoofdkwartier dat diende voor het coördineren van deze vluchten was opgericht in Madrid, Spanje. Dit gebeurde onder het leiderschap van Otto Skorzeny en onder het alziend oog van Francisco Franco, wiens overwinning gedurende de Spaanse burgeroorlog mede werd gehaald dankzij militaire en economische steun van Hitler en Mussolini. Franco had immers altijd een zekere steun beloofd aan de troepen van Hitler en hij vertelde de Duitse politieke vluchtelingen dat ze "Spanje als hun tweede vaderland mochten beschouwen".

## Leden
Een van de bekendste leden van Die Spinne was SS-dokter Josef Mengele, bijgenaamd "de dokter des doods" en verantwoordelijk voor het martelen en verminken van concentratiekampgevangenen, zogenaamd voor medische redenen. Alfried Krupp was een van de grote geldschieters van de organisatie en liet Skorzeny, als zakenpartner, grote hoeveelheden land opkopen in Zuid-Amerika om daar hun wereldwijd gezochte cliënten te laten onderduiken. Het land bij uitstek was Argentinië, een land dat ondanks de verklaring van loyaliteit aan de Geallieerden nog steeds erg nazigezind was, zelfs na de oorlog. Gedurende de jaren 80 waren zelfs enkele Zuid-Amerikaanse dictators zich bewust van de activiteiten van Die Spinne.